# Vị Bá
Vị Bá (tiếng Trung: 位伯镇; bính âm: Wèibó) là một thị trấn của Tân Tập, Thạch Gia Trang, Hà Bắc, Trung Quốc.